# Lepidodactylus euaensis
Lepidodactylus euaensis — вид геконоподібних ящірок родини геконових (Gekkonidae). Ендемік Тонги.

## Поширення і екологія
Lepidodactylus euaensis є ендеміками острова Еуа в групі островів Тонгатапу у південній частині Тонги. Вони живуть в густих вологих тропічних лісах, під корою великих дерев, на висоті від 100 до 300 м над рівнем моря. Ведуть деревний спосіб життя. Самиці відкладають два яйця в період з жовтня по лютий, гніздування часто відбувається колективно. Інкубаційний період триває приблизно два місяці.

## Збереження
МСОП класифікує цей вид як такий, що перебуває на межі зникнення. Lepidodactylus euaensis загрожує знищення природного середовища, хижацтво з боку інтродукованих кішок і щурів та конкуренція з інтродукованими геконами. 